# Estación de Camorritos
Camorritos es un apeadero que pertenece a la línea C-9 de Cercanías Madrid ubicado en el poblado homónimo del término municipal de Cercedilla, junto al Camino de los Siete Picos. 
Su tarifa correspondía a la Zona Verde según el Consorcio Regional de Transportes.
Camorritos originalmente contó con doble vía para realizar cruces en ella. En el andén izquierdo se encuentra un refugio para los viajeros. 
Hasta el verano de 2011, en que fueron clausurados todos los apeaderos intermedios entre Cercedilla y el Puerto de Navacerrada y entre este y Los Cotos, esta estación tuvo carácter facultativo: el tren se detenía exclusivamente a petición del interesado.
En mayo de 2023 Adif anunció la recuperación y restauración del apeadero para su uso comercial.

## Líneas
| procedencia/destino | < estación | Línea | estación >  | destino/procedencia |
| ------------------- | ---------- | ----- | ----------- | ------------------- |
| Cercedilla          | Las Heras  |       | Siete Picos | Cotos               |